# 광운 (서하)
광운(廣運)은 하국왕(夏國王) 이원호(李元昊)의 치세에 쓰던 연호이다.

## 연대 대조표
| 광운        | 원년            | 2년            | 3년            |
| 서기 (西紀) | 1034년          | 1035년         | 1036년         |
| 간지 (干支) | 갑술(甲戌)      | 을해(乙亥)     | 병자(丙子)     |
| 북송 (北宋) | 경우(景祐) 원년 | 경우(景祐) 2년 | 경우(景祐) 3년 |

## 같이 보기
- 다른 왕조의 같은 연호
  - 후량(後梁) 광운(廣運, 586년 ~ 587년)
  - 북한(北漢) 광운(廣運, 974년 ~ 979년)
  - 대리국(大理國) 광운(廣運, 1138년 ~ 1147년)

- 중국의 연호 목록

| 이전 연호 개운(開運) | 중국의 연호 서하(西夏) | 다음 연호 대경(大慶) |